# Elaboratore di presentazioni
Un elaboratore di presentazioni è un tipo di pacchetto software utilizzato per visualizzare le informazioni sotto forma di una presentazione. Ha tre funzioni principali: un editor che consente di inserire e formattare il testo, un sistema per inserire e manipolare le immagini grafiche e un sistema di presentazione per mostrare il contenuto.